# Operacija Washtub
Operacija Washtub je naziv za tajnu operaciju američke obavještajne službe CIA-e početkom 1954. godine. Riječ je o tzv. operaciji pod lažnom zastavom u kojoj su američki obavještajci u Nikaragvi podmetnuli oružje sovjetske proizvodnje. Time se htjela ukazati nepostojeća povezanost Gvatemale sa SSSR-om.

## Operacija
19. veljače 1954. CIA je na obalama Nikaragve tajno podmetnula zalihu sovjetskog oružja. Nakon nekoliko tjedana oružje su pronašli tamošnji ribari. Već 7. svibnja 1954. nikaragvanski predsjednik Anastasio Somoza García je na konferenciji za novinare izjavio da su pokraj zemlje fotografirane sovjetske podmornice. Međutim, nisu predočeni nikakvi dokazi tako da su javnost i mediji bili su skeptični u vjerodostojnost cijele priče. Cijela operacija bila je dio kasnijeg državnog udara u Gvatemali 1954. kojim je svrgnut predsjednik Jacobo Arbenz Guzmán.

## Vanjske poveznice
- Operation WASHTUB #CIA Russia Nicaragua Guatemala 1954
- Jacobo Arbenz by the CIA[neaktivna poveznica]
- Amazon.com - Operation WASHTUB